# Crambus thersites
Crambus thersites là một loài bướm đêm trong họ Crambidae.